# George Uhlenbeck
George Eugene Uhlenbeck (n. 6 decembrie 1900, Batavia, Indiile Orientale Neerlandeze, astăzi Jakarta, Indonezia; d. 31 octombrie 1988, Boulder, Colorado, SUA) a fost un fizician american de origine neerlandeză.
Împreună cu Samuel Goudsmit, Uhlenbeck a formulat în 1925 ipoteza existenței spinului electronului, la câteva luni după Ralph Kronig, care însă nu a publicat-o.